# Barcs
Barcs (németül: Draustadt, horvátul: Barča) város Somogy vármegyében, a Barcsi járás székhelye, a horvát határ közelében, a Dráva partján fekszik. A vármegye negyedik legnagyobb települése Kaposvár, Siófok és Marcali után. A város gazdag történelemmel rendelkezik, amely egészen a római korig nyúlik vissza. A középkorban jelentős birtokos családok, például a Marczali család birtokolták a települést.
A 19. században Barcs fejlődése felgyorsult, különösen a közlekedési útvonalak kiépítésének köszönhetően. A város ipari és kereskedelmi központtá vált, és 1979-ben városi rangot kapott. A Dráva közelsége és a határ menti elhelyezkedés Barcsot fontos közlekedési és kereskedelmi csomóponttá tette. 
Ma Barcs a természetkedvelők és a történelmi helyszírek iránt érdeklődők számára is vonzó úti cél. A város környéke gazdag természeti értékekben, mint például a Duna-Dráva Nemzeti Park, amely számos ritka növény- és állatfajnak ad otthont.
A városban található Dráva Múzeum betekintést nyújt a helyi történelembe és kultúrába, míg a Barcsi Gyógy- és Strandfürdő a látogatók pihenését szolgálja. A közelmúltban megnyílt Interaktív Látogatóközpont pedig modern technológiák segítségével mutatja be Barcs közlekedési és ipari örökségét.

## Nevének eredete
Barcs város nevének eredete több forrás alapján is érdekes történetet rejt. 
- A legtöbb történész szerint a név a középkori „Barcz” vagy „Barcsa” személynévből származik, ami egy régi magyar családnév volt. Ez a név akár a „barc” szóból eredhet, amely a magyar nyelvben egy ősi szó lehetett, bár a pontos jelentése nem teljesen tisztázott.
- Egy másik elmélet szerint a név kapcsolatban állhat a terület egykori birtokosaival vagy egy helyi vezetővel, akinek a neve vagy beceneve „Barcs” volt, és innen kapta a település a nevét.

## Fekvése

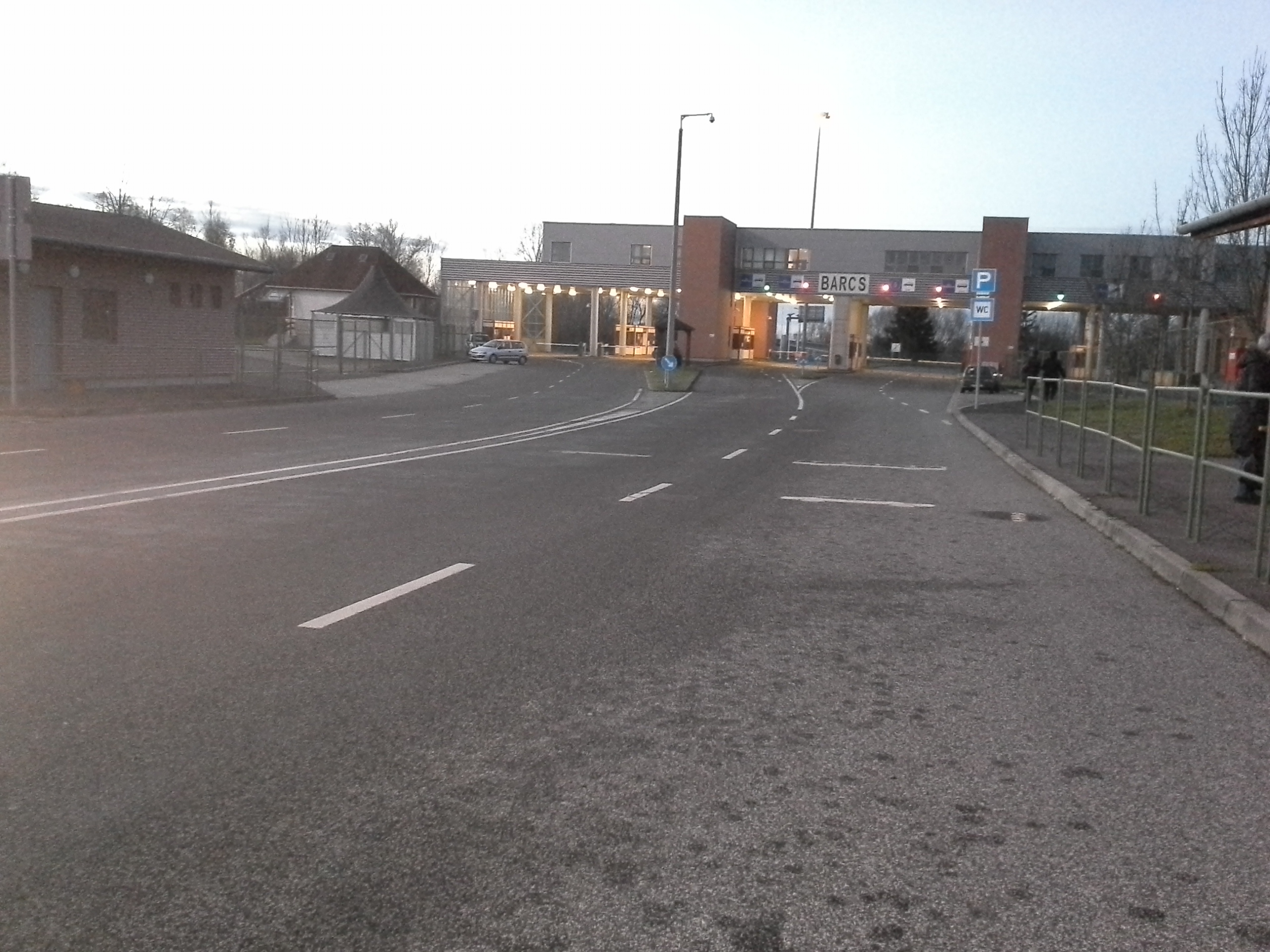
A barcsi határátkelő

A Barcsi járás természetes központja, a horvát határ és a Dráva folyó bal partján helyezkedik el. A város a Duna–Dráva Nemzeti Park területén fekszik.
Az ország távolabbi részei felől a 6-os és a 68-as főúton közelíthető meg a legkönnyebben (az előbbi útnak itt van a végpontja, határátkelő Horvátországba, a határ túloldalán Trézenföld település található). A Zselic térségével a 6623-as út, Berzencével a 6801-es út köti össze.
Vasúton jelenleg csak a Gyékényes–Pécs-vasútvonalon érhető el. A többi vasútvonalon, amelyek korábban a várost érintették (Kaposvár, Nagyatád valamint Sellye-Harkány–Villány, Horvátország felé), megszűnt a forgalom. A vasútnak három megállási pontja van a városban: Barcs vasútállomás a központ délnyugati részén, Barcs felső megállóhely a pálfalui városrész déli szélén, Középrigóc vasútállomás pedig a város keleti határszéle közelében. Régebben volt még egy negyedik megálló is a város nyugati külterületei között, Ferenctelep megállóhely, de az már megszűnt. A központi vasútállomás mellett található a város autóbusz-állomása.

## Története
Barcs nevét 1389-1417 között említették először az oklevelekben, ekkor a segesdi uradalomhoz tartozott. Várát 1460-ban említették először, ekkor Bakonyai János és István birtoka volt. 1467-ben a Marczali családnak volt itt földesúri joga. 1472-ben az itteni vár Gáji Horváth Gergely birtokában volt. 1480-ban, Bakonyai István örökös nélküli halála után, Péter erdélyi prépost, királyi titkos kancellár és Nagylucsei Orbán kincstartó, továbbá Péter testvérei, Nagylucsei Balázs és János kapták királyi adományul. 1489-ben Nagylucsei Orbán egri püspöké volt. 1495-ben a Báthori család tagjai nyerték adományul. Az 1550 évi adólajstrom szerint Báthori András volt a birtokosa. Az 1565-1566 évi török kincstári fejadójegyzékben 46 házzal került felvételre. 1598-1599-ben Nádasdy Ferenc birtokaként jegyezték fel. 1660-ban a pannonhalmi főapátsági tizedjegyzékben Szent György várának tartozékai között szerepelt. 1664 telén, Zrínyi Miklós hadainak közeledtére, a törökök elhagyták a várat, mire Zrinyi a várat felégette. 1677-ben Széchenyi György kalocsai érsek, a győri püspökség kormányzója kapta adományul I. Lipót királytól. 1715-1733-ban a gróf Széchenyi család lett a földesura. 1835-ben a csokonyai (Erdőcsokonya) uradalomhoz tartozott. A 20. század elején gróf Széchenyi Imre örököseinek volt itt nagyobb birtoka.
1848 őszén, mikor Jellasich horvát bán hadai betörtek Magyarországra, egy csapat határőr ágyúkkal kezdte lőni a helységet. Az egyik ágyúgolyó a római katolikus templom falában még a 20. század elején is látható volt. A horvátok néhány hétig táboroztak itt, míg végre a honvédcsapatok közeledtére a horvátok átfutottak a Dráván.
1857-ben nagy tűzvész pusztított a településen.
A Bajcsy-Zsilinszky Endre u. 155. szám alatt áll a város legrégebbi épülete, az 1800-as évek elején épült klasszicista stílusú volt dohány- és sóraktár, mely ma műemlék lakóház. Az eredetileg kikötői raktárnak szánt épületet az akkor még erre kanyargó Dráva partjára telepítették.
A 20. század elején Somogy vármegye barcsi járásához tartozott. 1910-ben 6415 lakosából 4529 magyar, 1477 német, 238 horvát volt. Ebből 5314 római katolikus, 289 református, 659 izraelita volt.
A község 1918-ban szerb megszállás alá került, az új délszláv állam igényt formált rá, de, bár Trianonban Magyarországnak ítélték, a délszláv csapatok 33 hónapon át nem ürítették ki, néhány hónapra a Baranya–bajai Szerb–Magyar Köztársaság nevű szerb bábállam része lett.
Az 1870-es évektől kezdve Barcs gyors fejlődésnek indult, ám Trianon megtörte ezt a lendületet. Az első világháború után főként a mezőgazdasági terményeket feldolgozó könnyűipar indult növekedésnek: téglagyárak mellett bőrgyárak, fa- és lenfeldolgozó üzemek, sertéshizlaldák és vágóhidak, tejüzemek és sajtgyárak, valamint szeszgyárak épültek a településen. Ebben az időszakban kezdődött meg az elektromos hálózat kiépítése is, a község pedig amiatt is növekedett, hogy 1928-ban hozzá csatolták Drávapálfalvát.
A második világháború utáni földosztás új reményeket adott a barcsiaknak, ám a szovjet megszállás és az azzal járó új gazdasági rendszer hamar szétfoszlatta ezeket. Az ipar szerkezete is átalakult, ekkortól kezdve erősödött meg az építőanyaggyártás, a malomipar, a fafeldolgozás és a vegyipar. Barcs 1979-ben kapott városi címet, ekkor egyesült vele Drávaszentes és Somogytarnóca.
1991. október 27-én az esti órákban egy jugoszláv repülőgép behatolt Magyarország légterébe, s a város szélére robbanótölteteket dobott le. Személyi sérülés nem történt, de néhány lakóház megrongálódott.

## A Barcshoz csatolt települések története

### Drávapálfalva
A középkorban már említettek az oklevelek a Dráva mentén egy hasonló nevű helységet, amely eredetileg a Győr nemzetség birtoka volt, és amelyet a Győr nemzetség 1346 évi birtokmegosztásakor az e nemzetségből származó Dersfi Miklós nyert osztályrészül. A jelenlegi helységet a gróf Széchenyi család a 19. század első felében telepítette.
1856-ban gróf Széchenyi Pál, majd gróf Széchényi Ferenc birtoka volt. A 20. század elején Kremsir Mór volt a nagyobb birtokosa, kinek szeszgyára és gőzmalma is volt a községhez tartozó Belcsa-pusztán. 1880-ban a község fele része leégett.
1910-ben 1179 lakosából 819 magyar 275 német, 81 cigány volt. Ebből 1026 római katolikus, 106 református, 23 izraelita volt.
Ide tartoztak még – Belcsa-pusztán kívül – Oláh-telep és a Zátonyi-szőlőhegy nevű lakott hely is.

### Drávaszentes
Drávaszentes már a török idők előtt is fennállt. Mint elpusztult helységet 1677-ben Széchényi György kalocsai érseknek I. Lipót király adományozta. 1703-ban is gróf Széchényi György pusztájaként szerepelt és a Széchényiek birtoka volt még 1856-ban is. A település római katolikus temploma 1895-ben épült. 1881-ben a községben nagy tűzvész pusztított, ekkor a település fele része leégett, majd 1891-ben jégverés tette tönkre az egész termést.
1910-ben 673 lakosából 672 magyar volt. Ebből 652 római katolikus, 10 református, 9 izraelita volt.

### Somogytarnóca
Somogytarnóca Árpád-kori település. Nevét az oklevelek már 1231-ben említették, mint a Tibold nemzetség ősi birtokát. 1677-ben Széchenyi György kalocsai érsek nyerte adományul, de 1726 és 1733 között már csak puszta volt, 1835-ben a csokonyai uradalomhoz tartozott. A 19. század második felében a Széchenyi grófok kastély építtettek Somogytarnócán, uradalmuknak mezőgazdasági szeszgyára és gőzmalma is volt. A községet 1979-ben csatolták Barcshoz.

### Aszaló
A település Aszalói dűlőjéről fennmaradt legenda szerint e tájon feküdt Aszaló község, mely a török időkben pusztult el.

### Aranyas
A községhez tartozó Aranyos-puszta pedig a középkori Aranyas falu emlékét őrzi. Aranyasnak az 1332-1337 évi pápai tizedjegyzék szerint már ekkor plébániája is volt. 1389-ben a segesdi uradalomhoz tartozott. Az 1554 évi török kincstári adólajstromban két ily nevű helység is létezett: Felső-Aranyas és Alsó-Aranyas, mindegyik csak 5-5 házzal, 1565-1566-ban pedig 4-4 házból állt. Az 1571 évi török defterbe Felső-Arnas 2, Alsó-Arnas 7 házzal volt felvéve. 1726-1733-ban puszta és gróf Széchenyi Zsigmondé volt. 1835-ben a csokonyai uradalomhoz tartozott.

### Tarnóczagyöngyös
Ide tartozott Tarnóczagyörgyös is (azelőtt Györgyös) is, amely 1726-ban a Mérey és a Lengyel családoké volt. 1733-ban gróf Széchenyi Zsigmond birtoka, később pedig a gróf Széchenyi családé volt.

### Tarcsa
Tarcsa-puszta a középkorban ugyancsak falu volt, amely az 1554 évi török kincstári adólajstromban is 12 házzal fordult elő, 1571-ben pedig már 37 házból állt.
A 20. század elején Somogytarnócához tartoztak még: Fáni- és Feri-majorok, Felső-, Közép- és Alsórigócz-csárdák, Kistarnócza-puszta, Vadas-puszta, Antal-major, Pusztamalom, továbbá Cseresnyés-, Újkút-, Cseriakol- és Újakol-tanyák is.

## Barcs környéki egykori települések

### Vukovár
A községi határ egy részén fekvő Vukovár-dűlő helyén a hagyomány szerint a török megszállás előtt Vukovár nevű település állt. A török uralom alatt lakosai a közeli erdőségekbe menekültek és ott emeltek kisebb tanyákat. E tanyák közül az egyiket Pusztabarcs-nak nevezték. A régi Vukovár azután a török idők alatt teljesen elpusztult és a törökök kiűzése után keletkezett az erdei tanyák és Pusztabarcs lakosságából a mai Barcs, a régi Dráva-parton elterülő síkságon.

### Szentmihály
Az 1536. évi adólajstromban ezen a környéken szerepel még Barcsi-Szent-Mihály helység is, mely valószínűleg azonos azzal a Szent-Mihállyal, melyet az 1332-1337. évi pápai tizedjegyzék is említett.

## Közélete

### Polgármesterei
- 1990–1994: Feigli Ferenc (nem ismert)[8]
- 1994–1998: Feigli Ferenc (MSZP)[9]
- 1998–2002: Feigli Ferenc (független)[10]
- 2002–2006: Feigli Ferenc (független)[11]
- 2006–2010: Feigli Ferenc (független)[12]
- 2010–2014: Karvalics Ottó (Fidesz)[13]
- 2014–2019: Karvalics Ottó (Fidesz-KDNP)[14]
- 2019–2024: Koós Csaba Tibor (Fidesz-KDNP)[15]
- 2024– : Anderné Röszler Erika (Barcsért Egyesület)[1]

## Gazdaság
Az 1870-es évektől Barcs kihasználta az általános fellendülést, és hogy Szlavónia felé Somogy vármegye kapuja, gazdasága így gyors fejlődésnek indult. Ez a lendület tört meg 1920-ban, mikor a város országhatár menti településsé vált. A két világháború közötti időszakban csendes átalakulás során elsősorban az állati és növényi termékeket feldolgozó élelmiszer- és könnyűipari ágazatok fejlődtek, téglagyárak, bőrgyárak, fa- és lenfeldolgozó üzemek, szeszgyárak, vágóhidak, sertéshizlaldák, sajtgyárak és tejüzemek létesültek. Az 1945 utáni újabb jelentős változás után az építőanyag-gyártás, a vegyipar, a malomipar, a fafeldolgozás és egyéb könnyűipari ágazatok kaptak hangsúlyt. Barcsot az 1990-es rendszerváltozást követően a gazdasági szerkezetváltás, a nagyvállalatok szétesése, az ipar jelentős leépülése, a piacvesztés és a privatizáció válságjelenségei erősen sújtották. Olyan cégek szüntették be a helyi gyártást, mint például a Kemikál, amely műanyagfeldolgozó gyárat működtetett a városban. Ezeket a negatív hatásokat némileg tompította, hogy a délszláv háborút követően megindult a horvát bevásárlóturizmus. Fénykorában a kereskedelmi és szolgáltató vállalkozások száma közel 700 volt, amely ágazat a déli szomszédunkban lezajlott konszolidáció után erősen visszaesett, és napjainkban a háború előtti „normális” szinten működik.
A városban jelenleg két iparterület található, mindkettő kizárólag magántulajdonú ingatlanokból áll, és folyamatban van egy harmadik, városi tulajdonban levő ipari zóna építése.
Horvátország európai uniós csatlakozásával Barcs határmentisége oldódott, újból egyre jobban ki tudja használni a kapu helyzetét. Így van ez az idegenforgalomban is, amely elsősorban a Duna-Dráva Nemzeti Parkra és a fürdőre támaszkodva egyre jelentősebb szerepet tölt be a város gazdasági életében.

## Népesség
A település népességének változása:
| Lakosok száma | 11 173 | 11 025 | 10 501 | 9956 | 9875 | 9845 | 9672 |
|               | 2013   | 2014   | 2018   | 2021 | 2022 | 2023 | 2024 |

A 2011-es népszámlálás során a lakosok 79,6%-a magyarnak, 1,5% németnek, 8% cigánynak, 2,4% horvátnak mondta magát (20% nem nyilatkozott; a kettős identitások miatt a végösszeg nagyobb lehet 100%-nál). A vallási megoszlás a következő volt: római katolikus 50,8%, református 5,1%, evangélikus 0,4%, felekezet nélküli 12,2% (30,6% nem nyilatkozott).
2022-ben a lakosság 87,3%-a vallotta magát magyarnak, 4,8% cigánynak, 2,4% horvátnak, 1,9% németnek, 0,2% szerbnek, 1,7% egyéb, nem hazai nemzetiségűnek (12,4% nem nyilatkozott; a kettős identitások miatt a végösszeg nagyobb lehet 100%-nál). Vallásuk szerint 41,1% volt római katolikus, 4,4% református, 0,4% evangélikus, 0,1% görög katolikus, 0,1% ortodox, 0,7% egyéb keresztény, 1,6% egyéb katolikus, 11,8% felekezeten kívüli (39,7% nem válaszolt).

## Turizmus, látnivalók
- 2016 tavaszán újraindult a menetrend szerinti hajózás a Dráván: minden vasárnap 14 órakor kifut a kikötőből a Jégmadár nevű hajó, amellyel a turisták egy másfél órás út során megismerhetik a folyó természeti szépségeit.[22]
- Dráva Múzeum – A múzeumot 1979-ben alapították, Belső-Somogy illetve a Dráva mente történeti, néprajzi kincseinek és az itt élő nemzetiségek kulturális értékeinek gyűjtésére és megőrzésére.
- Római katolikus templom (1814–1821)
- A somogytarnócai Széchenyi-kastély (1874)
- A kastély körüli (3 hektáros, különleges faállományú) értékes park
- A Széchenyi család kápolnája (1907) a somogytarnócai temetőben[23]
- Az ősborókás (1974 óta védett).
- Barcsi Gyógyfürdő és Rekreációs Központ: 55 fokos, nátrium-hidrogén-karbonátos víze 1317 m mélységből jut a felszínre, főleg mozgásszervi panaszok és gyulladások kezelésére alkalmas.
- Izraelita temető
- Kremsier-kastély Belcsapusztán, Barcs felső vasúti megállóhely közelében. Állapota romos.
- Középrigóc vasútállomás közelében, a 6-os út mellett áll az ország egyik legnagyobb tölgyfája, a nép által sokat emlegetett betyárról elnevezett Patkó Bandi fája, ettől nem messze pedig egy különleges alakú fa, az úgy nevezett lant alakú fenyő. Ugyancsak itt található egy erdei tó is, amely mellett asztalokkal, padokkal és esőbeállóval kirándulóhelyet építettek ki
- Acélból készült „Sellő” szobor, Gyógyfürdő és Rekreációs központ (Komáromi László alkotása)[24]/

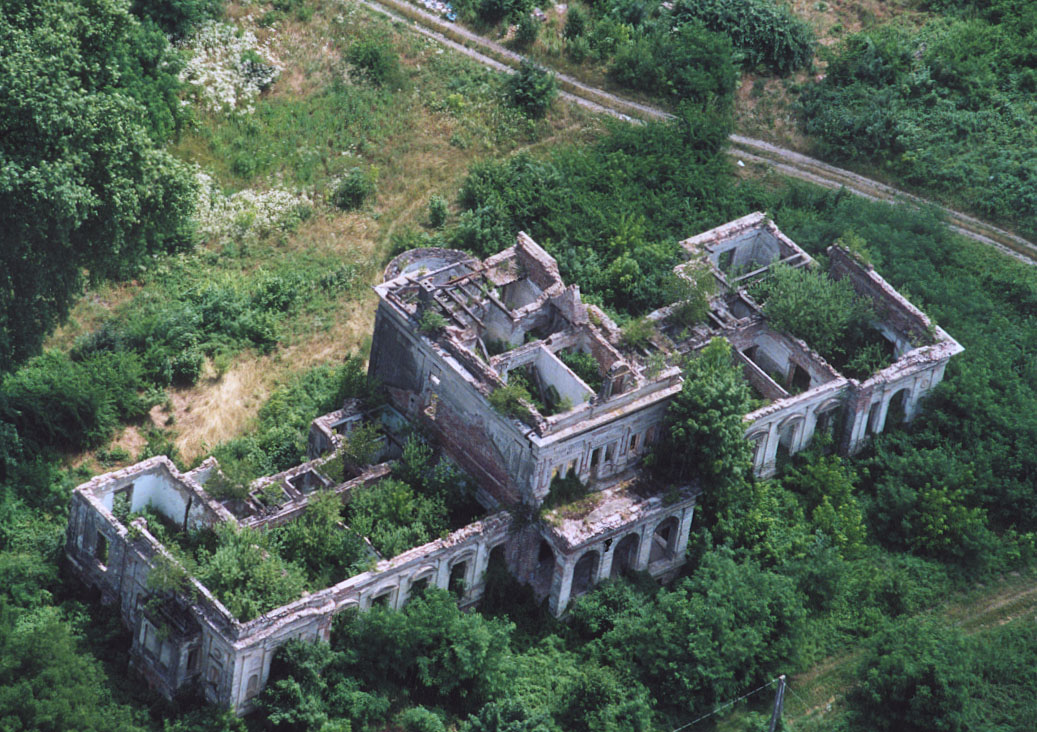
A Kremsier-kastély romjai
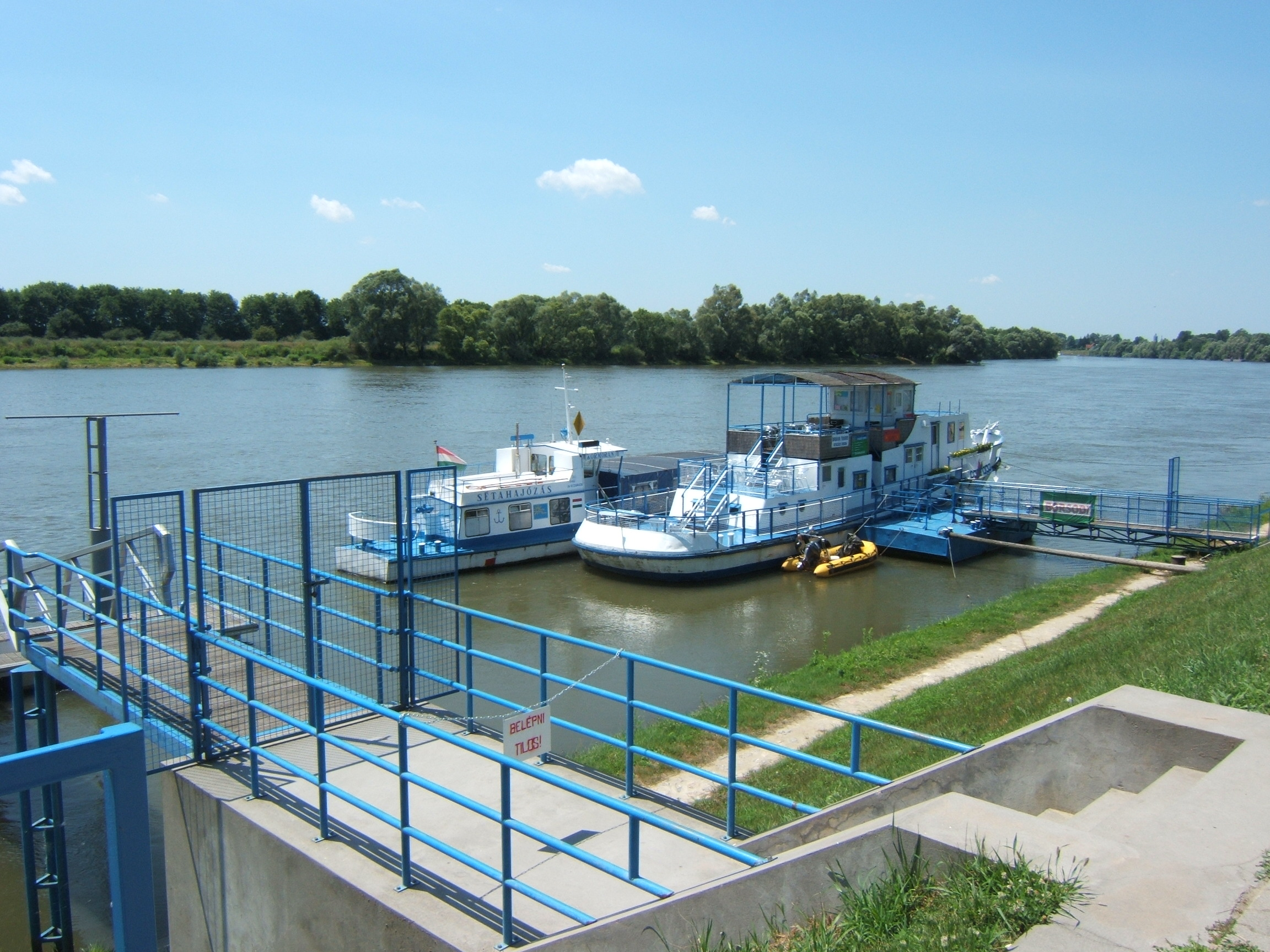
A barcsi kikötő
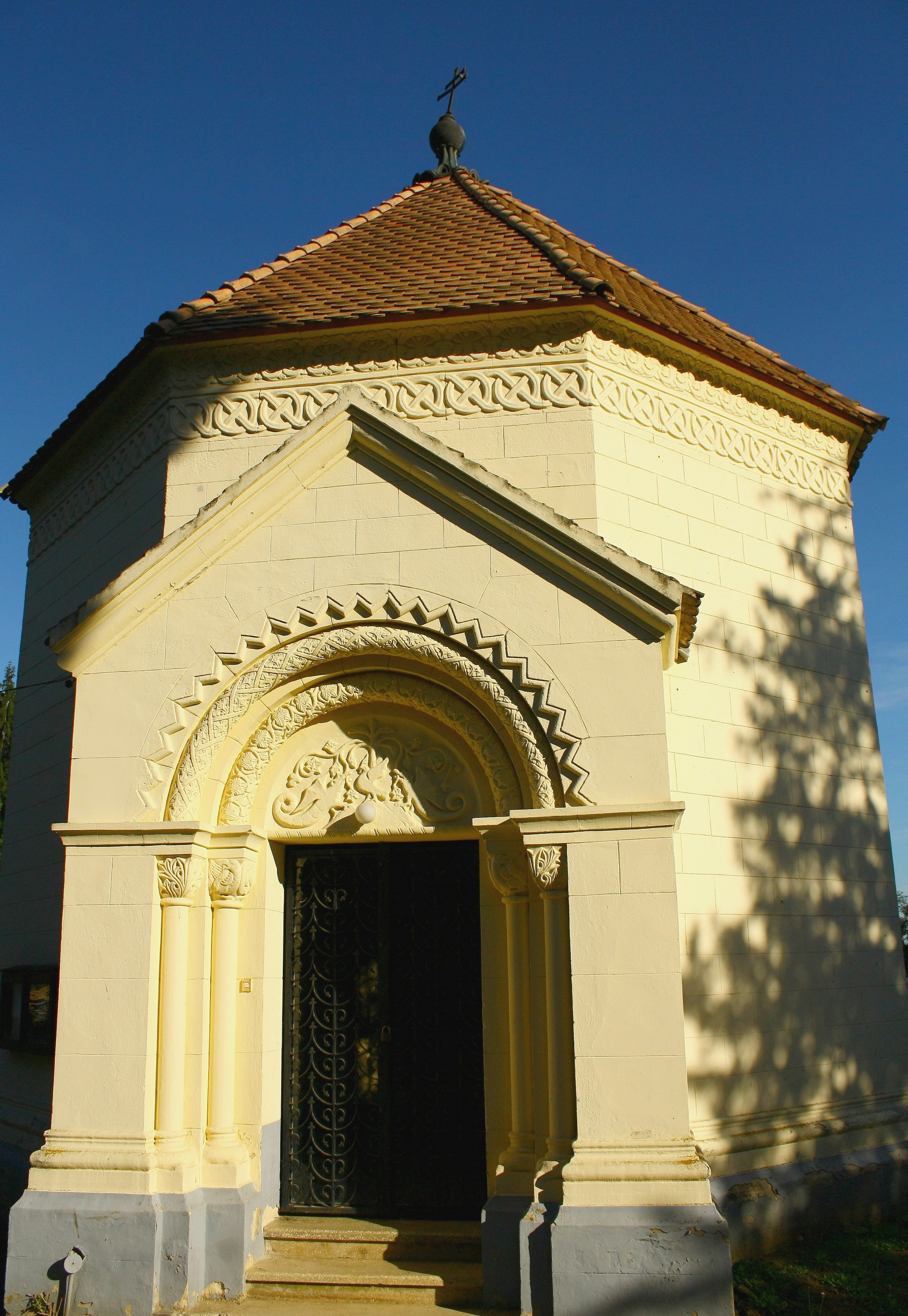
A somogytarnócai kápolna
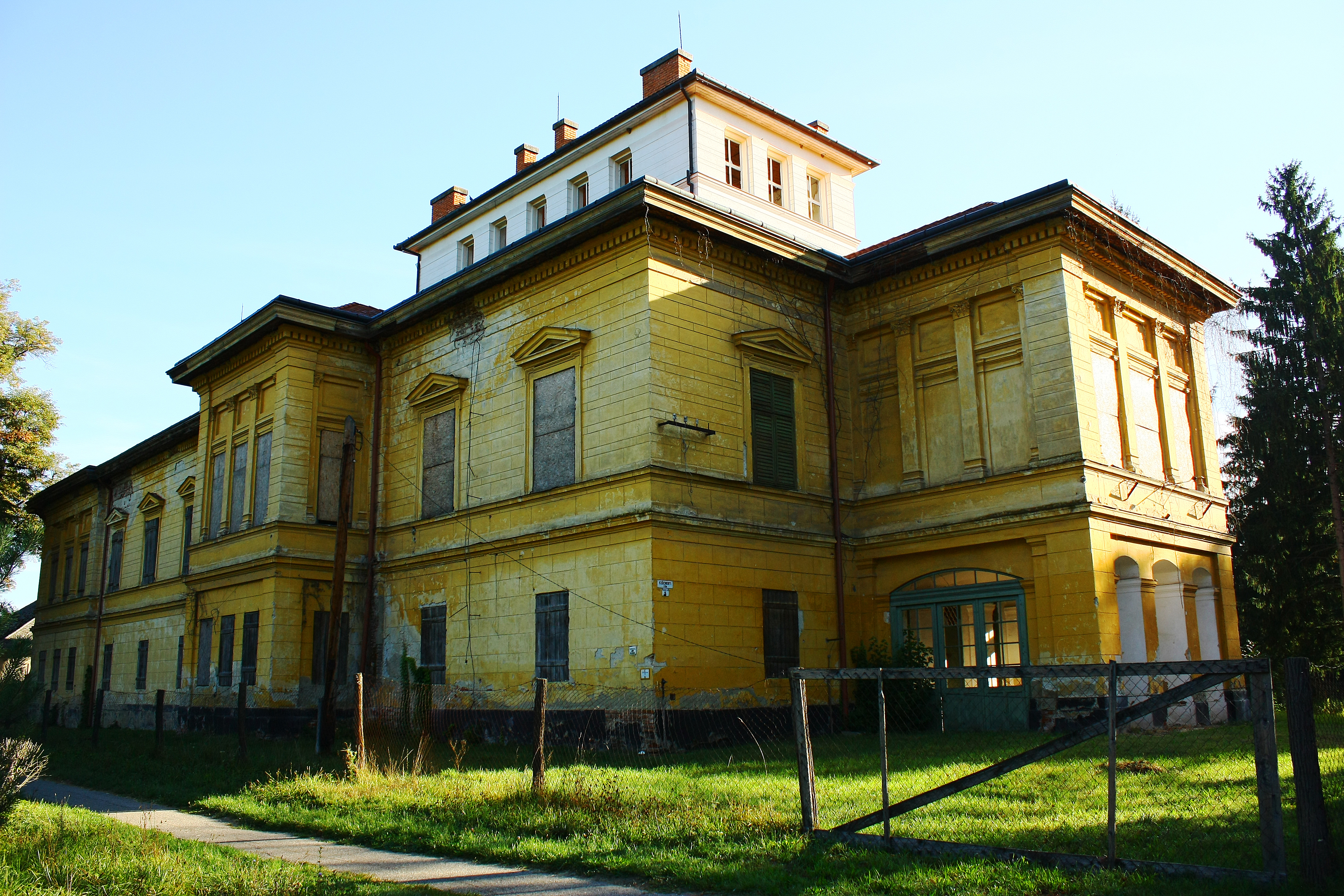
A somogytarnócai kastély
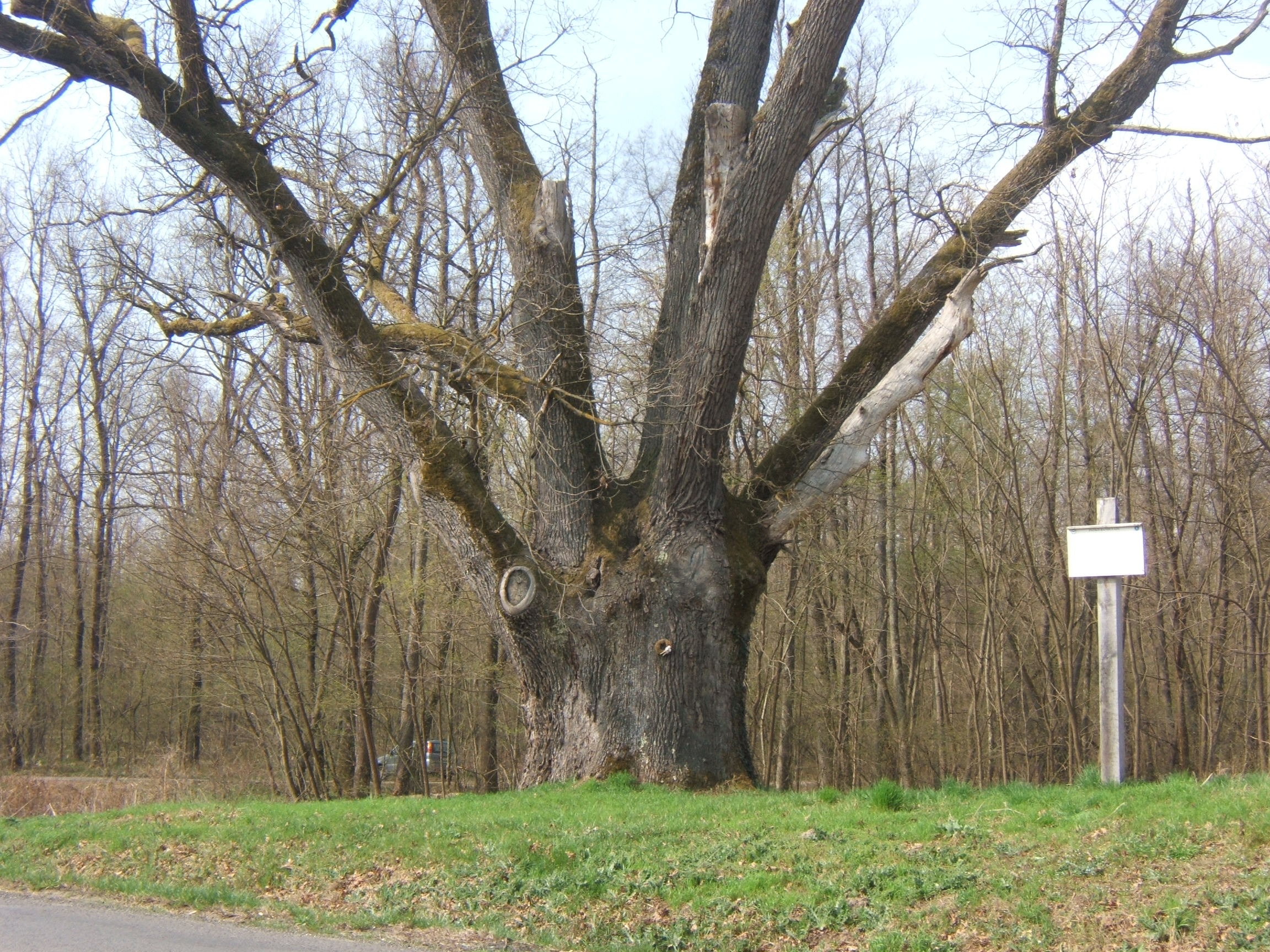
Patkó Bandi fája
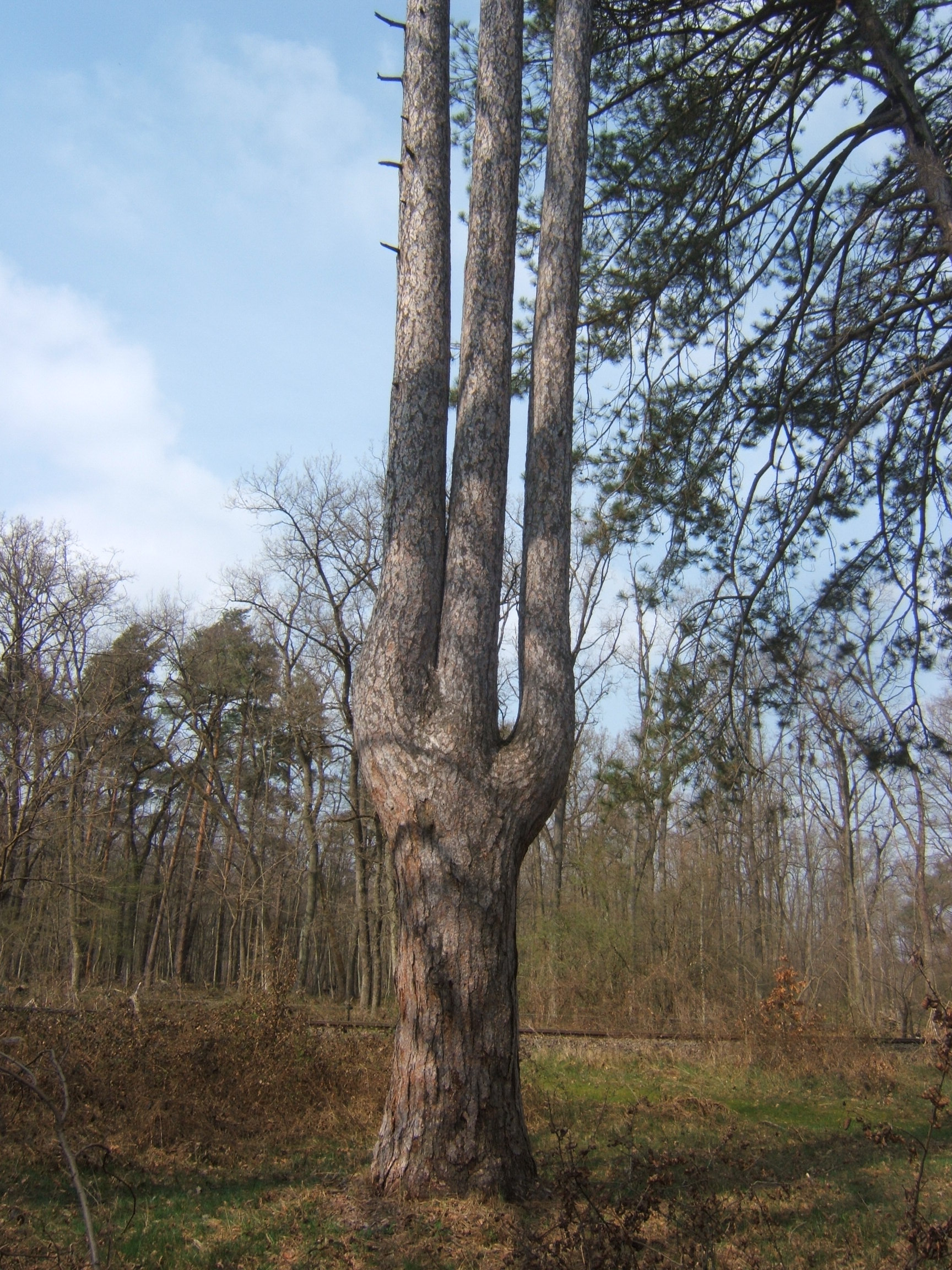
A „lant alakú fenyő”
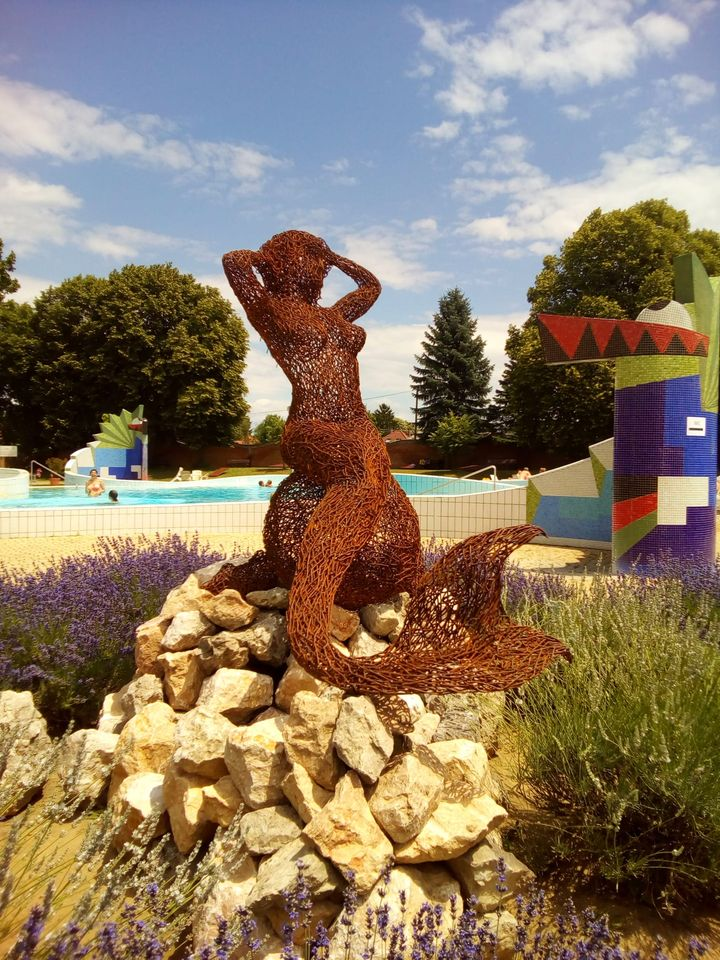
Sellő, acélból készült szobor
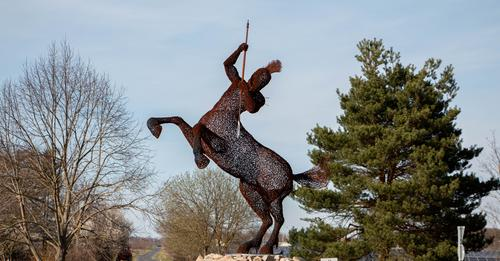
Kentaurszobor egy körforgalomban (Készítője: Komáromi László)

## Híres emberek
- Itt született 1881-ben Varró Margit zongoraművész és -tanár.
- Itt született 1911-ben Tausz János belkereskedelmi miniszter.
- Itt született 1913-ban Gergely Márta író, ifjúsági író, szerkesztő.
- Itt született 1921-ben Salgó László újságíró, történész.
- Itt született 1927-ben Örsi Ferenc József Attila-díjas író, forgatókönyvíró.
- Itt született 1941-ben Hetesi István irodalomtörténész, egyetemi tanár, az irodalomtudományok kandidátusa.
- Itt született 1942-ben Veress Miklós József Attila-díjas költő, műfordító, kritikus.
- Itt született 1951-ben Czeczeli Károly válogatott labdarúgó, hátvéd.
- Itt született 1952-ben Rózsás Márton helytörténeti kutató, restaurátor, amatőr régész.
- Itt született 1956-ban Szili Katalin, az Országgyűlés volt elnöke.
- Itt született 1959-ben Falusi Mariann énekesnő.
- Itt született 1961-ben Gardi Tamás színész.
- Itt született 1965-ben Tucsek Edit táncművész.
- Itt volt TSZ-elnök és itt töltötte nyugdíjas éveit Losonczi Pál, az Elnöki Tanács egykori elnöke.
- Itt született 1966-ban Komáromi László[25] alkotóművész, barcsi munkái láthatók: a  katolikus templomban (Krisztus király c. olajfestmény), Gyógyfürdő és Rekreációs Központban (Sellő – acélból készült szobor), 6-os főút barcsi bevezető szakaszán a körforgalomban (Kentaur harcos, acélból készült köztéri alkotás).
- Itt született 1981-ben Koplárovics Béla labdarúgó, aki a ZTE–Manchester United meccsen (1–0) a győztes gólt szerezte.

## Kulturális csoportok
- Boróka Táncegyüttes

## Testvérvárosai
- Sinsheim, Németország
- Székelyudvarhely, Románia
- Verőce, Horvátország
- Zselíz, Szlovákia